# حمراء نثيل
حمراء نثيل هو مركزٌ سعوديٌ تابعٌ لمحافظة شرورة التابعة لمنطقة نجران، في المملكة العربية السعودية. المركز من الفئة (ب)، ورمزه 2418 حسب دليل الترميز الموحد للمناطق الإدارية بالمملكة العربية السعودية.